# Сагарадзе, Георгий Илларионович
Георгий Илларионович Сагара́дзе (груз. გიორგი ილარიონის ძე საღარაძე; 1906—1986) — грузинский советский актёр театра и кино. Народный артист Грузинской ССР (1950).Лауреат Сталинской премии (1951).

## Биография
Родился 24 сентября (7 октября) 1906 года. В 1925 году поступил в театральную студию при Тбилисском театре имени Руставели (ныне Тбилисский театральный университет имени Шота Руставели). После института вошёл в труппу театра.
С 1928 года выступал на эстраде, снимался в кино. Особенно известны его роли в фильмах «Клятва» (1946) и «Старые зурначи» (1972).
Умер в 1986 году.

### Семья
- сын — актёр Сагарадзе, Гурам Георгиевич (1929—2013), народный артист Грузинской ССР.
- внучка — Марина Сагарадзе (р. 1956), актриса Тбилисского академического театра имени Шота Руставели.

## Награды и премии
- орден Трудового Красного Знамени (17.04.1958)
- орден «Знак Почёта» (05.09.1936) — «за выдающиеся заслуги в деле развития грузинского театрального искусства»
- народный артист Грузинской ССР (1950)
- Сталинская премия третьей степени (1951) — за роль Шукри в пьесе И. О. Мосашвили «Потопленные камни» (1951)

## Творчество

### Работы в театре
- «Анзор» С. И. Шаншиашвили — Ларби
- «Арсен» С. И. Шаншиашвили — Арсен
- «Салте» П. Самсонидзе — Амиран
- «Вчерашние» Ш. Н. Дадиани — Килордава
- «Дурачок» Шиукашвили — Герцинский
- «Поколение героев» Д. С. Клдиашвили — Кахиани
- «Родина» Г. Д. Эристави — Химшиашвили
- «Начальник станции» И. О. Мосашвили — Кузьма
- «Потопленные камни» И. О. Мосашвили — Шукри
- «Разлом» Б. А. Лавренёва — Евгений Берсенев
- «Измена» В. А. Сумбатова — Дато
- «Царь Эдип» Софокла — Креонт
- «Гамлет» Шекспира — Клавдий
- «Король Лир» Шекспира — Эдмунд

### Фильмография
1. 1937 — Потерянный рай (Тбилисская киностудия)
2. 1938 — Великое зарево (Тбилисская киностудия) — Церетели, министр
3. 1946 — Клятва (Тбилисская киностудия) — Георгий
4. 1960 — Повесть об одной девушке (Грузия-фильм) — профессор
5. 1972 — Старые зурначи (груз. ბებერი მეზურნეები; Грузия-фильм) — Бутхуза
6. 1973 — Тёплое осеннее солнце (Грузия-фильм) — Бидзина
7. 1977 — Берега (1-я, 5-я и 6-я серии; Грузия-фильм) — Магали Зарандия, отец Косты и Мушни